# 马凯特肖普
马凯特肖普（英语：Market Shop）是加勒比海岛国圣基茨和尼维斯尼维斯岛圣乔治金哲兰区的一座村庄，也是该区的首府，位于该岛中央（尼维斯峰）偏南、费格特里和锡安之间。